# Chimaphila maculata
Chimaphila maculata  es una pequeña especie de planta herbácea de 10-25 cm de altura, es perenne y originaria del este de Norteamérica y de Centroamérica desde el sur de  Quebec a Illinois, y al sur de Florida y Panamá. 

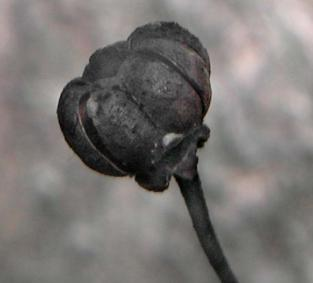
Semilla.

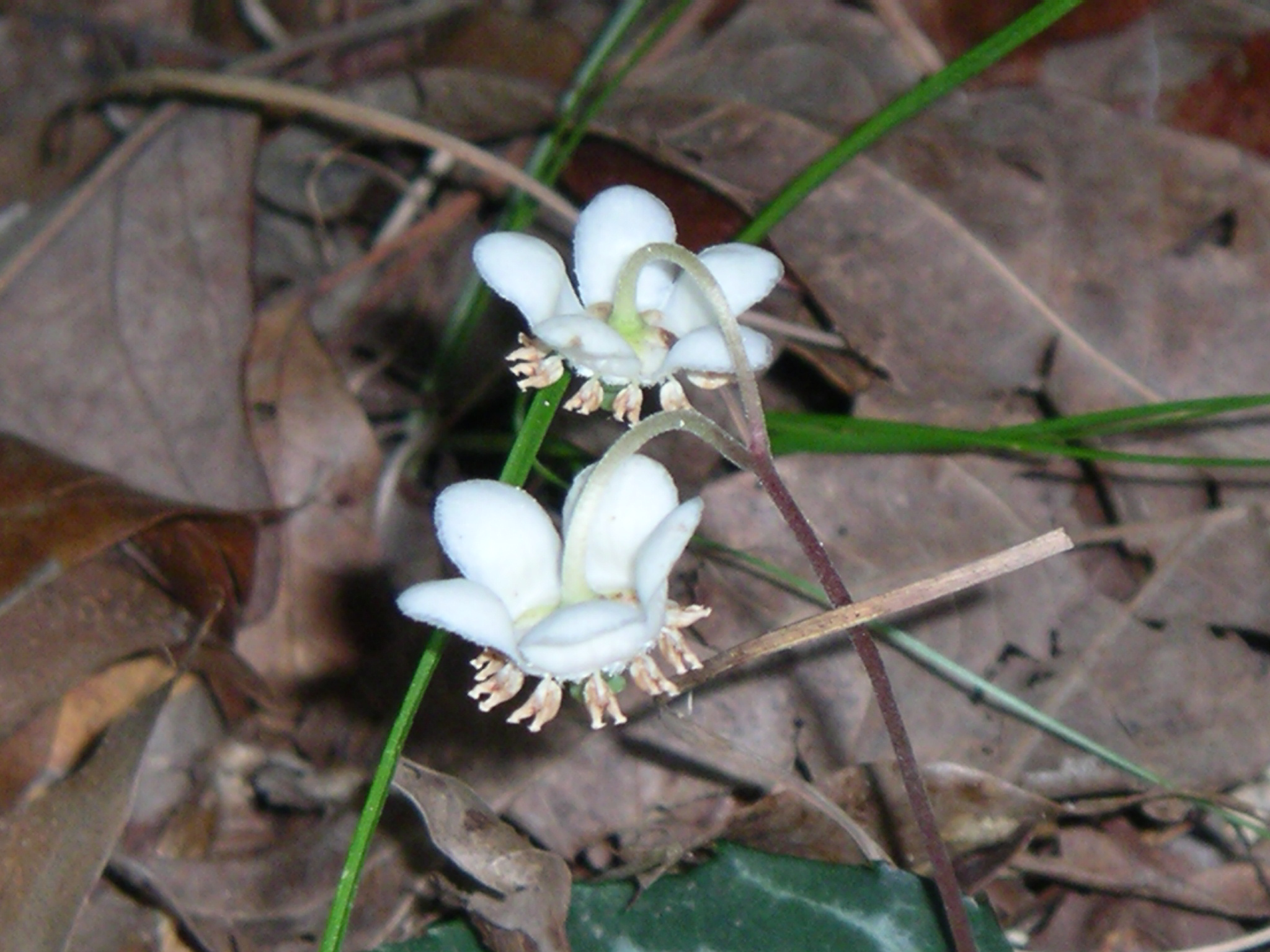
Flores.

## Descripción
Tiene un color verde oscuro, con abigarradas hojas de 2-7 cm de longitud, y 6-26 mm de ancho.  Los tallos emergen de rizomas reptantes. Las flores casi redondas,  aparecen a finales de julio y principios de agosto, se encuentran en la parte superior de los tallos. Son de color blanco o rosado y los insectos la polinizan.  Las flores maduran produciendo pequeñas cápsulas de (6 a 8 mm de diámetro) que descubren las semillas de la planta para que sean dispersadas por el viento.

## Taxonomía
Chimaphila maculata fue descrita por (L.) Pursh y publicado en Flora Americae Septentrionalis; or, . . . 1: 300. 1814[1813].

### Etimología
Chimaphila: nombre genérico griego que significa «que siente atracción por el clima frío» (de cheima, «invierno»; y philia, «amor»); en referencia a su hábito perennifolio
maculata: epíteto latino que significa «maculada» o «manchada»

### Sinonimia
- Chimaphila acuminata (Lange) Rydb.
- Chimaphila costaricens Andres
- Chimaphila dasystemma Torr. ex Rydb.
- Chimaphila dasystephana T.D.Penn.
- Chimaphila guatemalensis Rydb.
- Chimaphila kochii Andres
- Chimaza maculata R.Br. ex D.Don
- Pseva maculata (L.) Kuntze
- Pyrola maculata L.

var. dasystemma (Torr. ex Rydb.) Kearney & Peebles
- Chimaphila dasystemma Torr. ex Rydb.[4]